# Neurotomía
El término neurotomía se emplea en medicina para designar una intervención quirúrgica en la que de forma intencionada se procede a seccionar un determinado nervio, generalmente como tratamiento de alguna afección. Cuando la neurotomía se practica sobre alguno de los nervios espinales, se denomina rizotomía.

## Etimología
Procede de la palabra neuro (nervio) y el griego tomē (sección).

## Técnicas
- Neurotomía quirúrgica. Practicada por el cirujano en el quirófano, accediendo mediante incisión  hasta el punto deseado.
- Neurotomía por radiofrecuencia, consiste en destruir una parte de un nervio mediante la utilización de energía de radiofrecuencia, para ello una sonda especial se coloca en el lugar donde se desea actuar. Se utilizan ondas de radiofrecuencia para calentar y destruir el nervio.[2]

## Tipos
- Neurotomía yustaprotuberancial. Se utilizaba para tratar la neuralgia del trigémino. Consiste en la sección del nervio trigémino a nivel de su penetración en la protuberancia del cráneo.[3]
- Neurotomía retrogasseriana. Se empleaba también para el tratamiento de la neuralgia del trigémino, seccionando el nervio por detrás del ganglio de Gasser.
- Neurotomía facetaria. Consiste en la eliminación de los nervios sensitivos que transmiten la sensación de dolor desde las articulaciones facetarias situadas en la columna vertebral.
- Neurotomía glosofaríngea. Ha sido empleada en el tratamiento de la neuralgia del glosofaríngeo.
- Neurotomía simpática. Equivalente a simpatectomía, se emplea para tratar la sudoración excesiva de miembros superiores (hiperhidrosis).
- Neurotomía vestibular. Consiste en seccionar el nervio vestibular, sin alterar la audición. Se utiliza en aquellos casos de vértigos graves que disminuyen de forma importante la calidad de vida, por ejemplo en algunos casos de Enfermedad de Ménière.
- Neurotomía de nervios espinales. Este tipo de neurotomía se llama rizotomía, puede practicarse en la región dorsal de la espalda (rizotomía dorsal) para tratar la espasticidad muscular o en la región sacra (rizotomía sacra).
- Neurotomía selectiva peneana. Se ha utilizado en el tratamiento de la eyaculación precoz.